# Горышово
Горышово — нежилая деревня в составе Казаковского сельсовета Вачского района Нижегородской области.
До 28 августа 2009 года находилась в составе Алтунинского сельсовета.

## Население
| 1999 | 2002 | 2010 |
| ---- | ---- | ---- |
| 0    | →0   | →0   |